# Colobocentrotus
Genre
Colobocentrotus est un genre d'oursins couramment appelés « oursins tortues » en raison de leur apparence de carapace écailleuse.

## Description et caractéristiques
Les Colobocentrotus sont des oursins réguliers au test (coquille) aplati mais bombé. Ils sont reconnaissables à leur absence de piquants : leurs radioles supérieures sont devenues des sortes d'écailles aplaties, qui offrent une prise à l'eau minimale dans les environnements battus par les vagues.
Le nom du genre vient du grec Kolobos (tronqué, mutilé) et Kentron (clou, piquant), signifiant que les piquants des espèces de ce genre sont modifiés en dalles. 

### Caractéristiques squelettiques
Le test est ovale, avec une large ouverture péristomiale. Le test est allongé dans le sens d'un axe passant par la 2e plaque oculaire et la 4e plaque génitale.
Le disque apical est dicyclique.
Les paires de pores forment des arcs de huit à douze paires sur chaque plaque, s'étendant en larges phyllodes sur la face orale. Les paires de pores de la face aborale forment des doubles séries irrégulières.
Les tubercules ambulacraires sont très massifs, avec un tubercule primaire par plaque, accompagné chez le sous-genre Colobocentrotus (Colobocentrotus) par deux tubercules secondaires perradiaux presque aussi gros que le primaire.
Les interambulacres aboraux sont couverts de gros tubercules, avec des tubercules secondaires presque aussi gros. À l'ambitus les primaires deviennent plus proéminents et dominent visiblement.
Les radioles aborales sont courtes et forment un pavement d'écailles polygonales. Les radioles périmarginales sont en forme de spatules incurvées.

## Habitat
Ces espèces vivent dans les zones littorales, à faible profondeur, sur des rochers battus par les vagues où ils s'accrochent très fortement par leurs podia. Leur forme leur permet d'optimiser la circulation de l'eau sur leur corps sans risque de décrochage de la paroi.

## Liste des espèces et taxinomie
Selon World Register of Marine Species (15 juin 2014) :
- sous-genre Colobocentrotus (Colobocentrotus) Brandt, 1835
  - Colobocentrotus mertensii Brandt, 1835 -- Japon et Taiwan
- sous-genre Colobocentrotus (Podophora) L. Agassiz, 1840a
  - Colobocentrotus atratus (Linnaeus, 1758) -- Indo-Pacifique
  - Colobocentrotus pedifer (Blainville, 1825) -- Îles Tuamotu

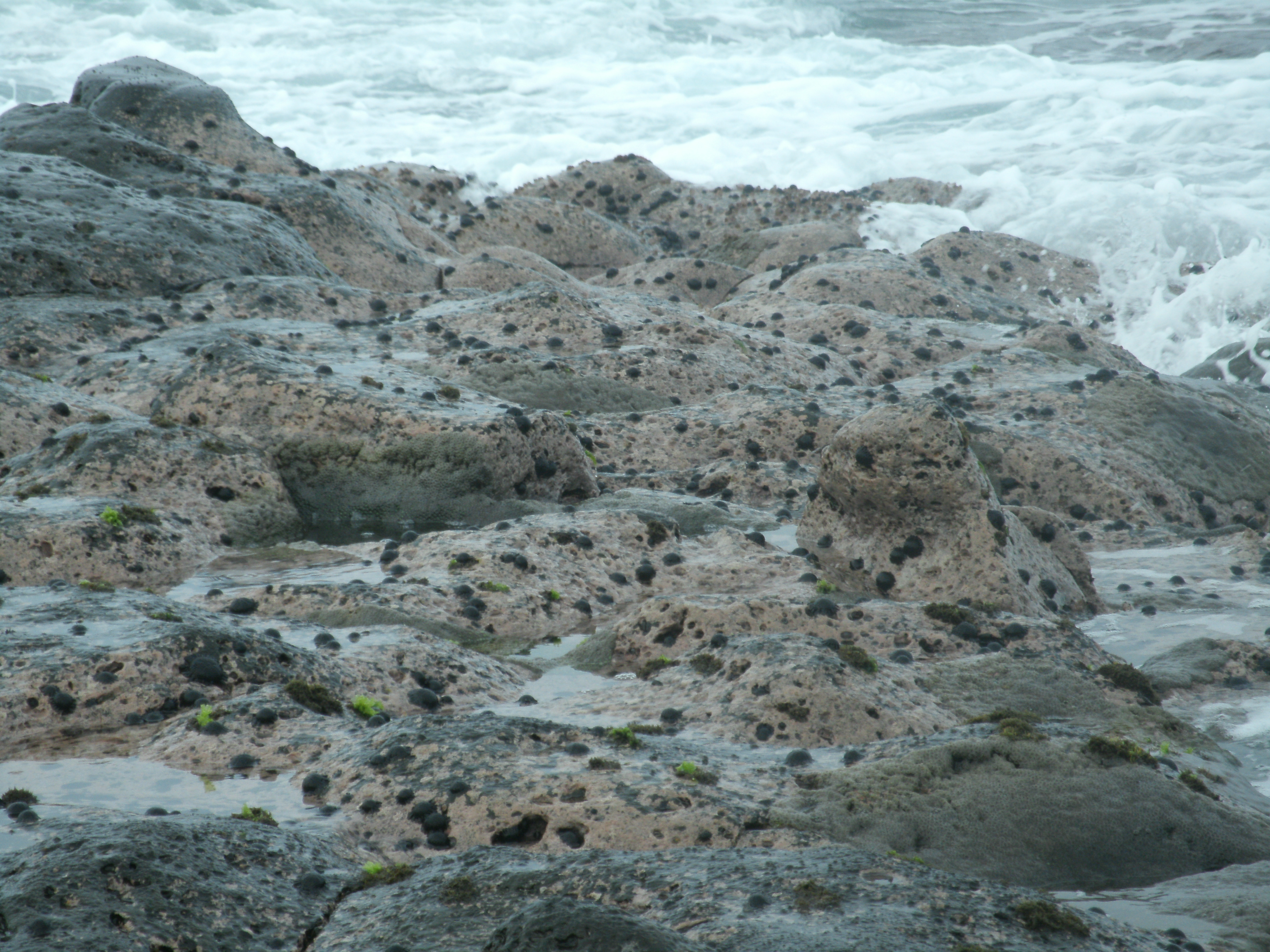
Les oursins tortues sur les rochers de l'île de La Réunion.
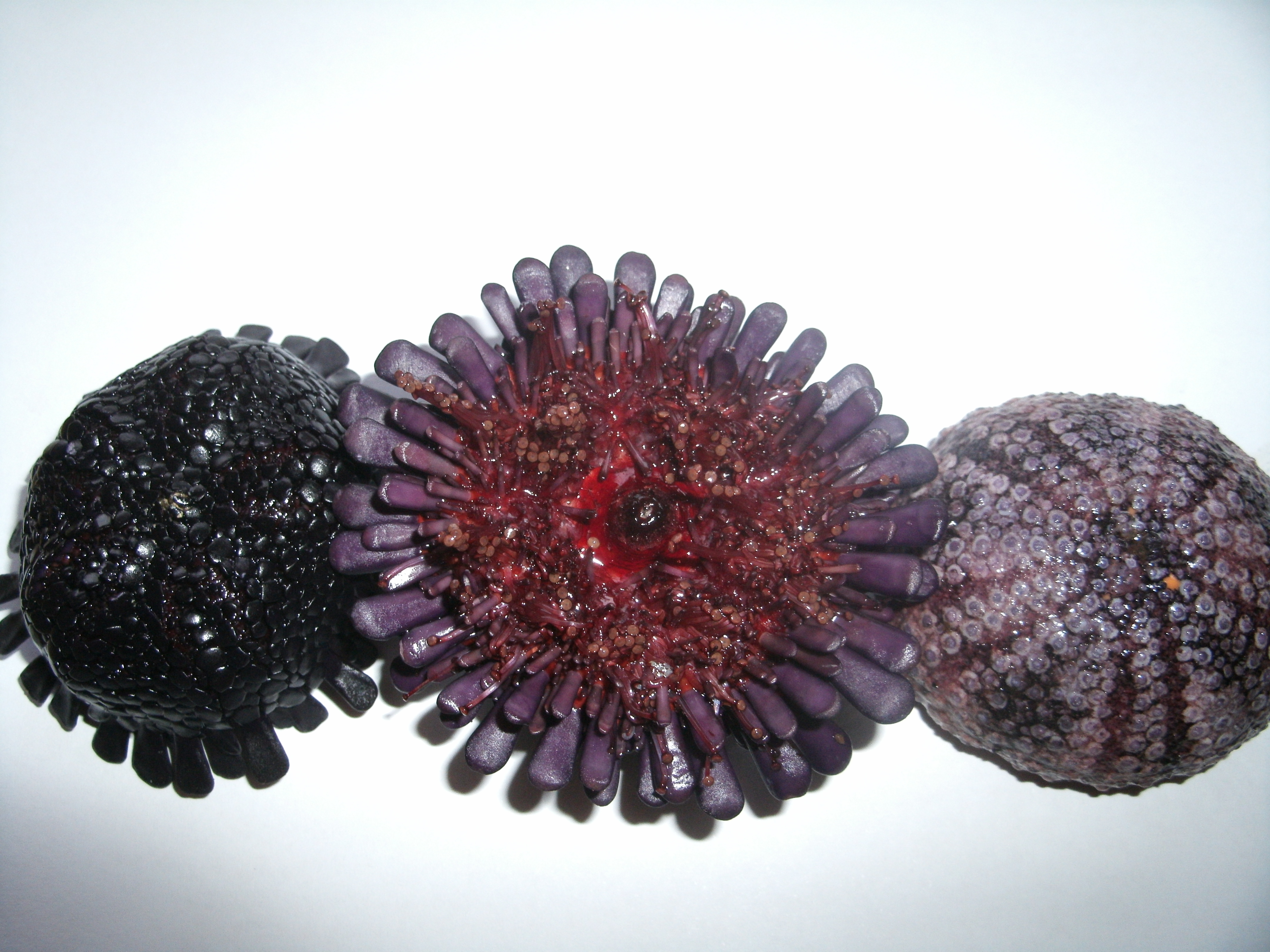
Colobocentrotus atratus : face aborale, face orale et vue du test sans les radioles.
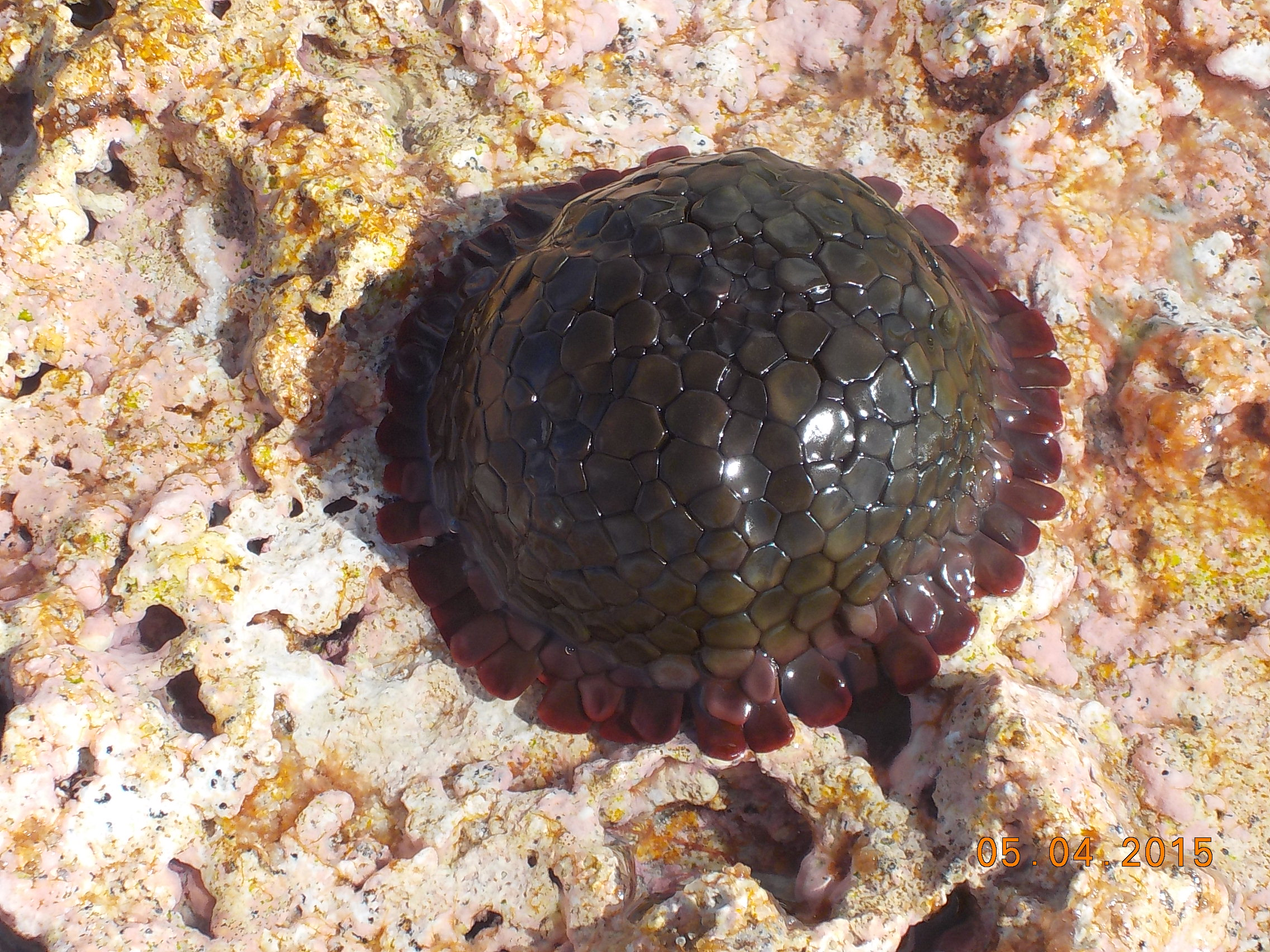
Colobocentrotus pedifer in situ en Polynésie.
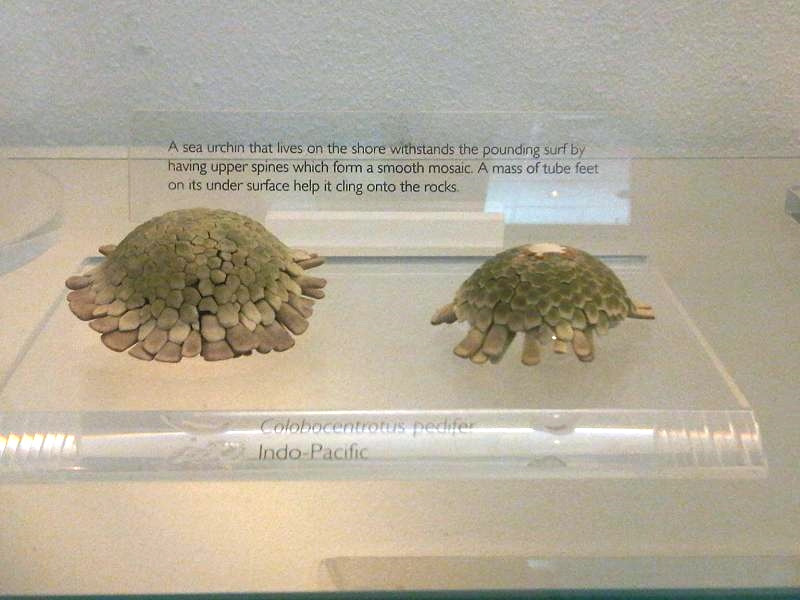
Colobocentrotus pedifer.
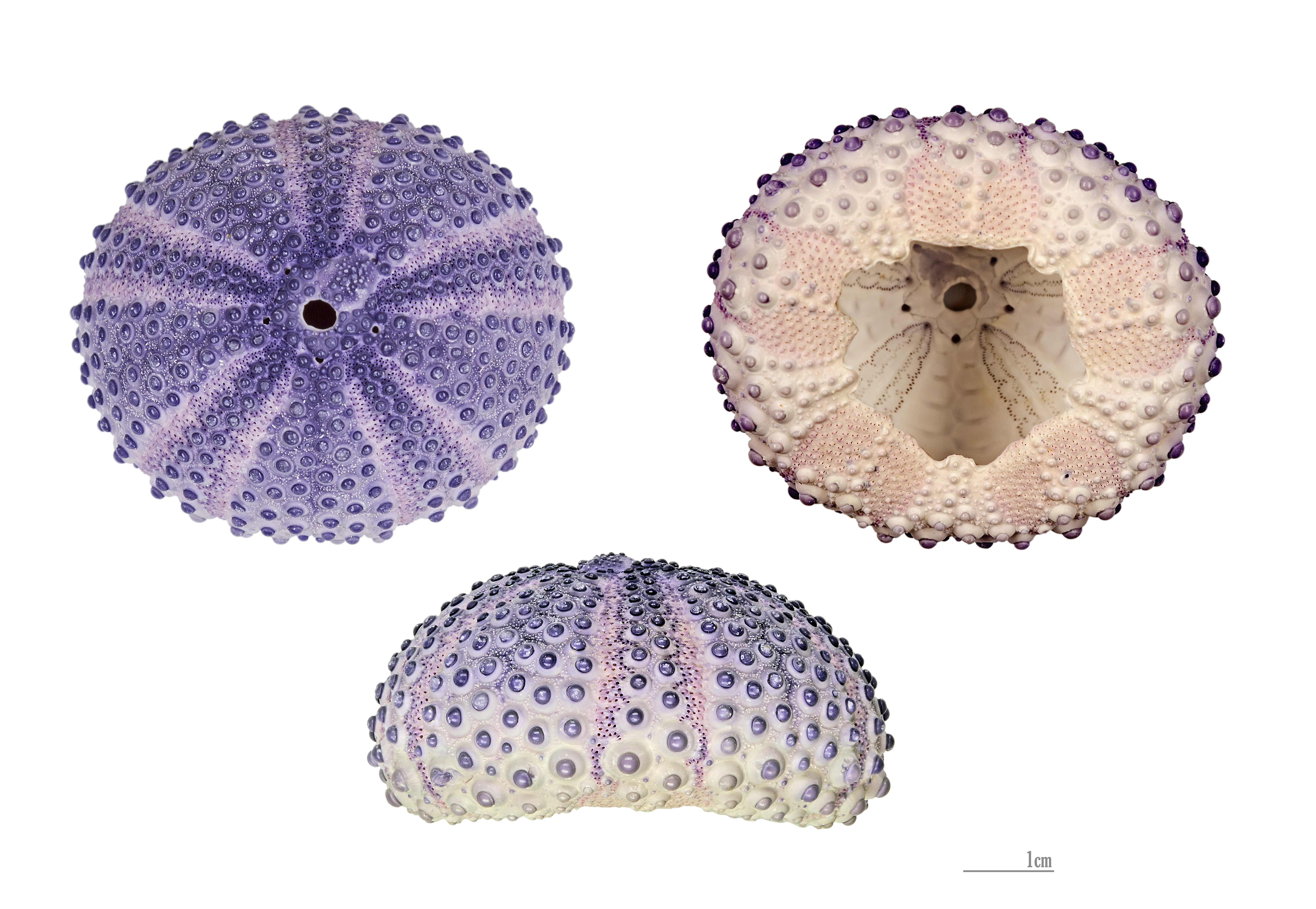
Test de Colobocentrotus atratus.